# Marelen Castillo
Marelen Castillo Torres (Cali, Valle del Cauca; 30 de agosto de 1968) es una docente, licenciada en biología y química, ingeniera industrial, investigadora y política colombiana.
Cursó su doctorado en Educación de la Nova Southeastern University, y cuenta con amplia experiencia en la docencia y la directiva universitaria, enfocada en desarrollar y gestionar procesos de educación en línea de universidades que operen al menos en parte a distancia. 
En junio de 2021, inscribió su candidatura a la vicepresidencia de Colombia para las elecciones de mayo de 2022 como fórmula de Rodolfo Hernández, en la Liga de Gobernantes Anticorrupción.

## Biografía

### Familia
Siendo la mayor de 5 hermanas, nace en el barrio La Base de la Comuna 8 de Cali, de madre modista y afrocolombiana de Buenaventura (Valle del Cauca), y de padre funcionario público de la Corporación autónoma regional del Valle del Cauca, que se casaron en 1967 y continúan juntos. Criada en una familia católica, es una católica practicante, integrante del Centro de Formación para la Nueva Evangelización y Catequesis (CEFNEC). Castillo se casó con el docente Wilson Sánchez en 1994; su primer hijo Wilson Andrés nació en 1998, es ingeniero mecánico, y su hija María Camila nació en el año 2000, estudia ciencias del deporte.[cita requerida]

### Formación
Estudió en el colegio Nuestra Señora del Pilar, de 1987 a 1992 hizo la licenciatura de biología y química en la Universidad Santiago de Cali, y de 1995 a 2000 estudió Ingeniería Industrial en la Universidad Autónoma de Occidente, obteniendo su título de ingeniera en 2001. Entre el 2005 y 2007 hizo su maestría en Administración y Gestión de Empresas en el Instituto Tecnológico y de Estudios Superiores de Monterrey. De 2013 a 2016 estudia el doctorado en Educación con énfasis en Liderazgo Organizacional - Educación y Gestión Administrativa de Nova Southeastern University de la Florida en los Estados Unidos, graduándose en el 2017. Es Woman For Boards de EGADE Business School del Tecnológico de Monterrey.[cita requerida]

### Trayectoria académica
En 1990 empezó su trabajo de docente, donde estudió, en el Colegio Nuestra Señora del Pilar, como profesora de biología, allí laboró por 11 años, durante este tiempo también fue docente de química en el colegio mayor Santiago de Cali, institución de la arquidiócesis de Cali.
De 2001 al 2006 laboró en la Fundación Universitaria Católica Lumen Gentium como docente, decana y vicerrectora y rectora encargada en la misma alma mater. Trabajó en la universidad IU Digital de Antioquia, ha sido par académico y consultora educativa. En 2007 se mudó a Bogotá, y del 2009 al 2021 laboró en la Corporación Universitaria Minuto de Dios desempeñándose como investigadora, directora de iniciativas estratégicas, vicerrectora académica y en 2011 asumió como rectora de virtual y a distancia. Es catedrática de doctorado en Nova Southeastern University.[cita requerida]

## Trayectoria política

### Candidatura vicepresidencial 2022
En marzo de 2022, cuando era Vicerrectora Académica de la Uniminuto, aceptó ser la fórmula vicepresidencial de Rodolfo Hernández Suárez sustituyendo a Paola Ochoa quien renunció. Marelen Castillo nunca se había metido en política. Tres meses antes de las elecciones presidenciales, "Rodolfo buscaba un vicepresidente", dice. Ninguno de los empresarios con los que se puso en contacto aceptó su propuesta. Un periodista lo rechazó. Así que Rodolfo pidió currículos a su personal, y ella envió el suyo por consejo de un amigo. La campaña la adelantaron con el aval del grupo significativo de ciudadanos Liga de Gobernantes Anticorrupción, y en la primera vuelta lograron el segundo lugar en votación con casi 6 millones de votos. De esta manera la fórmula de la Liga de Gobernantes obtuvo uno de los dos cupos en la segunda vuelta electoral que se llevó a cabo el 19 de junio de 2022.

### Cámara de Representantes
Ha sido crítica de las políticas que quiere implementar el gobierno de Gustavo Petro, porque no le sirve ninguna las que considera que no son claras,las considera que ella no las quiere, también ha resaltado la falta de coherencia y de organización por parte del gobierno, se ha mostrado preocupada por la propuesta de la «Paz Total» y dice no comprender su alcance, resaltando el hecho de que la propuesta de cambio no se cumplió sino que hay continuismo. Además, se ha mostrado preocupada por la reforma tributaria, la cual considera que no alivia el gasto sino que por el contrario agrava más la situación de los colombianos.
En septiembre de 2022 Castillo en una entrevista con Revista Semana manifestó varias diferencias que tuvo con Rodolfo Hernández, y aseguró que no fue invitada a formar parte del partido LIGA, que recibió la personería jurídica tras el resultado de las elecciones. Expresó sus respetos y agradecimiento a Hernández, y manifestó que espera que sus problemas y diferencias se resuelvan de la mejor manera.
Castillo se ha convertido en uno de los rostros de la oposición en el Congreso, ya que ha mostrado su inconformismo con las políticas del gobierno de Gustavo Petro, al que criticó por «falta de coherencia» y generador de polarización. Castillo ya había mostrado sus preocupaciones cuando fue una de las exponentes en la moción de censura contra la ministra Irene Vélez. Durante la marcha que llevó a cabo la oposición el 15 de febrero de 2023, comentó a los medios que el presidente se estaba extralimitando en sus funciones y atropellando a los ciudadanos al querer pasar por encima del Congreso.
También ha criticado a la vicepresidenta Francia Márquez por cuenta de la polémica reforma a la salud, afirmando «que la vicepresidenta diga que la salud es un negocio no contribuye al debate por la defensa de este derecho de los colombianos».

## Premios, condecoraciones y reconocimientos
- Condecoración Orden, Ley y Democracia Francisco de Paula Santander (2022).[15]

## Publicaciones
Castillo es autora y coautora de varios artículos y textos relacionados con temas de educación virtual y a distancia, así como ambientes de aprendizaje, tales como: 
- Lineamientos de calidad para la verificación de las condiciones de calidad de los programas virtuales y a distancia - Autora.[16]
- Lineamientos para solicitud, otorgamiento y renovación de registro calificado. Programas de pregrado y posgrado - Coautora.[17]